# TLC: Tables, Ladders & Chairs (2012)
TLC: Tables, Ladders & Chairs (2012) — щорічне pay-per-view шоу «TLC», що проводиться федерацією реслінгу WWE. Концепція шоу полягає в використанні столів, сходів і стільців під час поєдинків. PPV відбулося 16 грудня 2012 року у Барклайс-центр в Бруклін- округ у місті Нью-Йорк, штат Нью-Йорк у США. Це було четверте шоу в історії «TLC». Десять матчів відбулися під час шоу, два з них перед показом.